# Lastra tombale di Alda d'Este

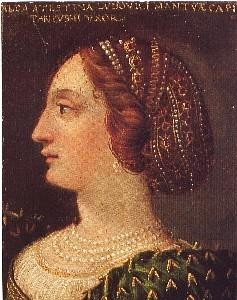
Ritratto di Alda d'Este

La lastra funeraria di Alda d'Este è un'opera in marmo eseguita dello scultore Bonino da Campione nel 1381. È alloggiata nell'"Appartamento di Guastalla" in Corte Vecchia del Palazzo Ducale di Mantova.

## Storia
Alda d'Este fu signora consorte di Mantova, avendo sposato nel 1356 Ludovico I Gonzaga, terzo capitano del popolo della città. Alla sua morte, nel 1381, il marito fece erigere il suo monumento funebre nella Chiesa di San Francesco, che venne distrutto nel 1802; si salvò solo la lastra tombale che venne trasferita nel 1928 all'interno del palazzo. Dagli inizi dell'Ottocento la figura scolpita era ritenuta di Margherita Malatesta.

## Descrizione e stile
Il defunto è raffigurato disteso, la testa reclinata e i piedi appoggiati su un cuscino, le mani incrociate, la figura distesa dal panneggio.